# Sýkora
Sýkora je české rodové jméno pro ptáky většiny rodů z čeledi sýkorovitých. Výjimkou je moudivláček ohnivočelý (Cephalopyrus flammiceps), který byl mezi sýkorovité přesunut z čeledi moudivláčkovitých a zachoval si původní český název.
Dříve byla většina sýkor řazena do rodu Parus, ale postupně byly sýkory rozčleněny do 13 rodů a v rodu Parus zůstaly pouze 4 druhy.
Jedná se o poměrně běžné drobné ptáky. Mají poměrně velkou hlavu, téměř přímý špičatý zobák, silné nohy a drápy. Křídla mají krátká a zaoblená, ocas středně dlouhý. Přes většinu roku se vyskytují v hejnech i s dalšími ptačími druhy, např. s brhlíky, šoupálky a ostatními druhy drobných pěvců. V potravě převládá hmyz, který sbírají na stromech, proto pomáhají v boji s hmyzími škůdci. Sýkory obecně jsou velmi užitečnými ptáky. Sýkory se hmyzem živí i v zimě, kvůli čemuž mohou mít problémy s nalezením dostatečného množství potravy a velké množství jich přes zimu uhyne. Lze jim pomáhat např. budováním napajedel a budek, případně zimním přikrmováním. K přikrmování jsou vhodná olejnatá semena – například semena lnu, slunečnice, jádra ořechů, tykví, jablek apod.

## Rody – druhy

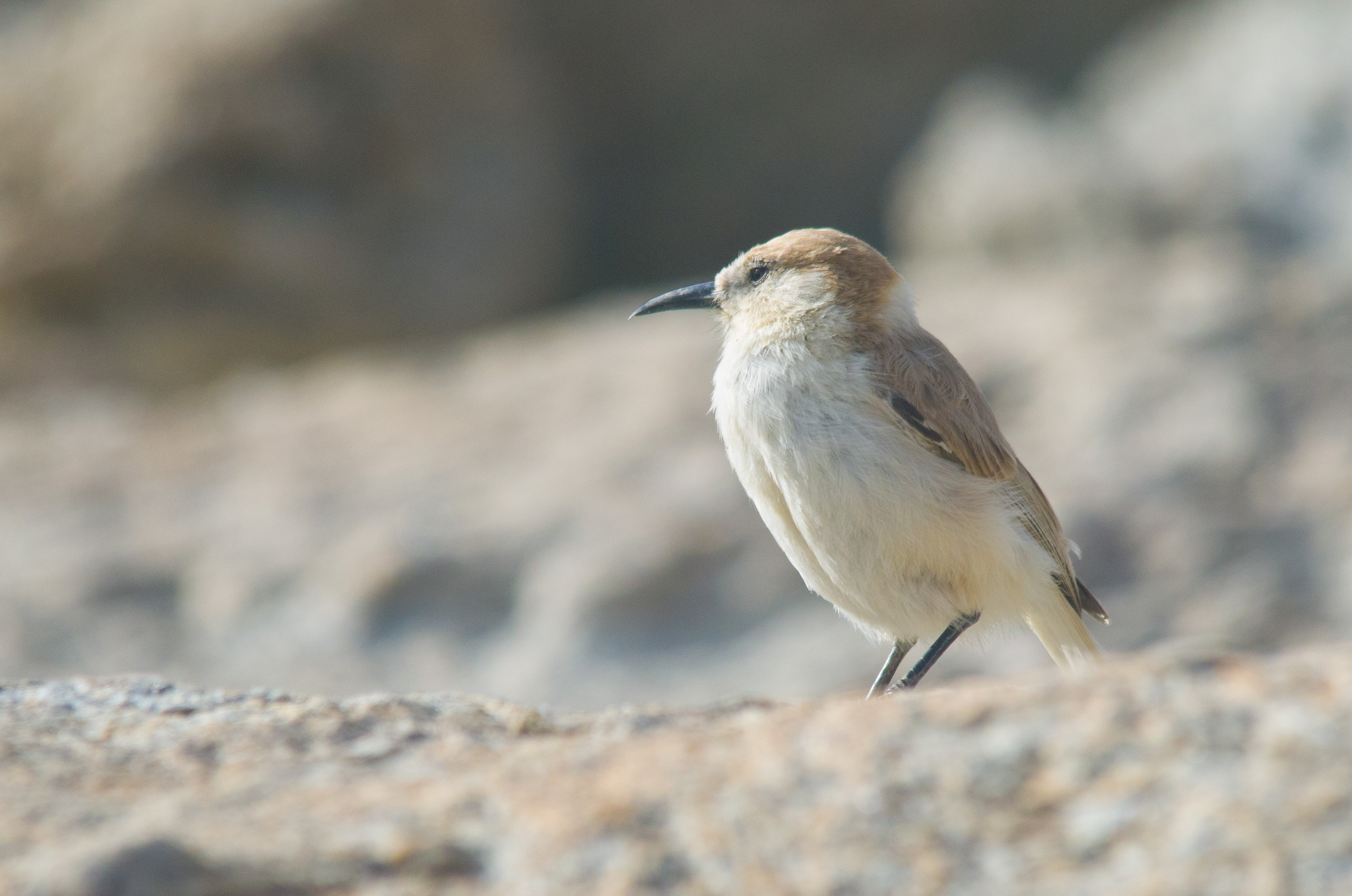
Sýkora tibetská (Pseudopodoces humilis) byla mezi sýkory přeřazena z rodu (Podoces) z čeledi krkavcovitých, kde figurovala pod jménem „strakule tibetská“.

Český rodový název sýkora se používá pro ptáky 13 rodů.
- Baeolophus Cabanis, 1850 – 4 druhy
  - Baeolophus wollweberi (Bonaparte, 1850) – sýkora uzdičková
- Cyanistes Kaup, 1829 – 3 druhy
  - Cyanistes caeruleus (Linnaeus, 1758) – sýkora modřinka
  - Cyanistes cyanus (Pallas, 1770) – sýkora azurová
- Lophophanes Kaup, 1829 – 2 druhy
  - Lophophanes cristatus (Linnaeus, 1758) – sýkora parukářka
- Machlolophus Cabanis, 1850 – 4 druhy
- Melaniparus Bonaparte, 1850 – 15 druhů
- Melanochlora Lesson, 1839 – 1 druh
- Pardaliparus de Sélys-Longchamps, 1884 – 3 druhy
- Parus Linnaeus, 1758 – 4 druhy
  - Parus major Linnaeus, 1758 – sýkora koňadra
- Periparus Sélys Longchamps, 1884 – 3 druhy
  - Periparus ater (Linnaeus, 1758) – sýkora uhelníček
- Poecile Kaup, 1829 – 15 druhů
  - Poecile cinctus (Boddaert, 1783) – sýkora laponská
  - Poecile lugubris (Temminck, 1820) – sýkora temná
  - Poecile montanus (Conrad, 1827) – sýkora lužní
  - Poecile palustris (Linnaeus, 1758) – sýkora babka
- Pseudopodoces Zarudny & Loudon, 1902 – 1 druh
- Sittiparus de Sélys-Longchamps, 1884 – 2 druhy
- Sylviparus Burton, 1836 – 1 druh

### Starší homonyma
Dříve byly řazeny mezi sýkory i jiné druhy:
- jako „sýkora mlynařík“ byl prezentován mlynařík dlouhoocasý z čeledi mlynaříkovitých
- jako „sýkora vousatá“ byla prezentována sýkořice vousatá z čeledi Panuridae

### Galerie

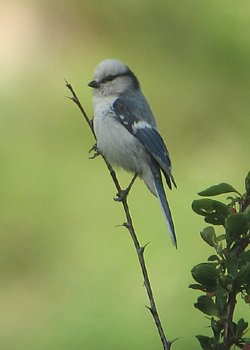
Sýkora azurová
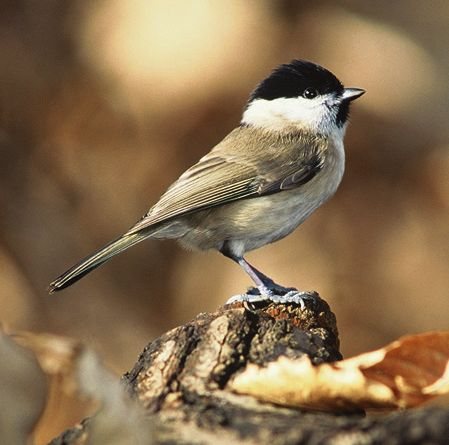
Sýkora babka
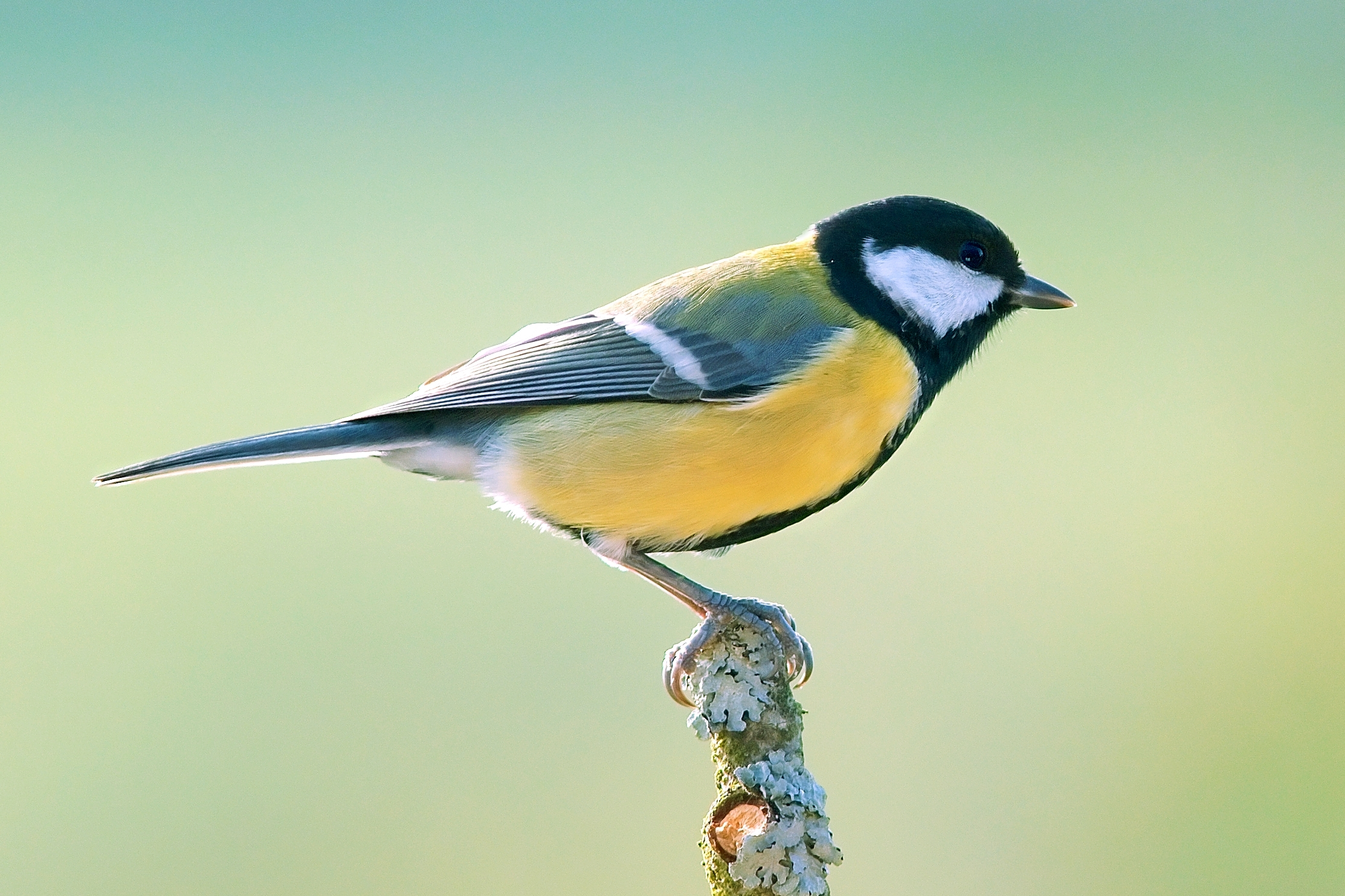
Sýkora koňadra
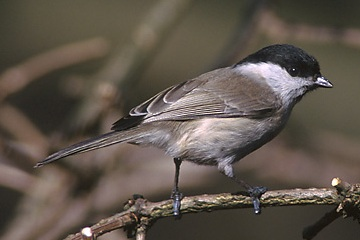
Sýkora lužní
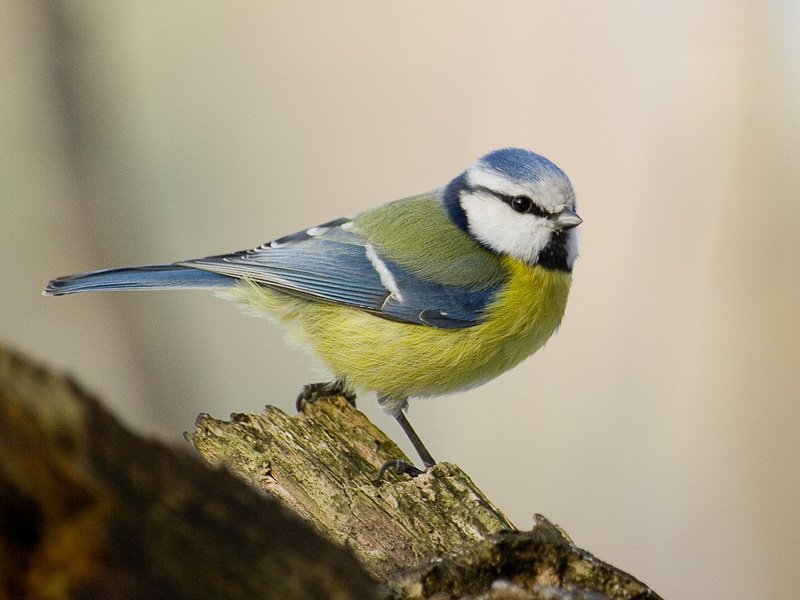
Sýkora modřinka
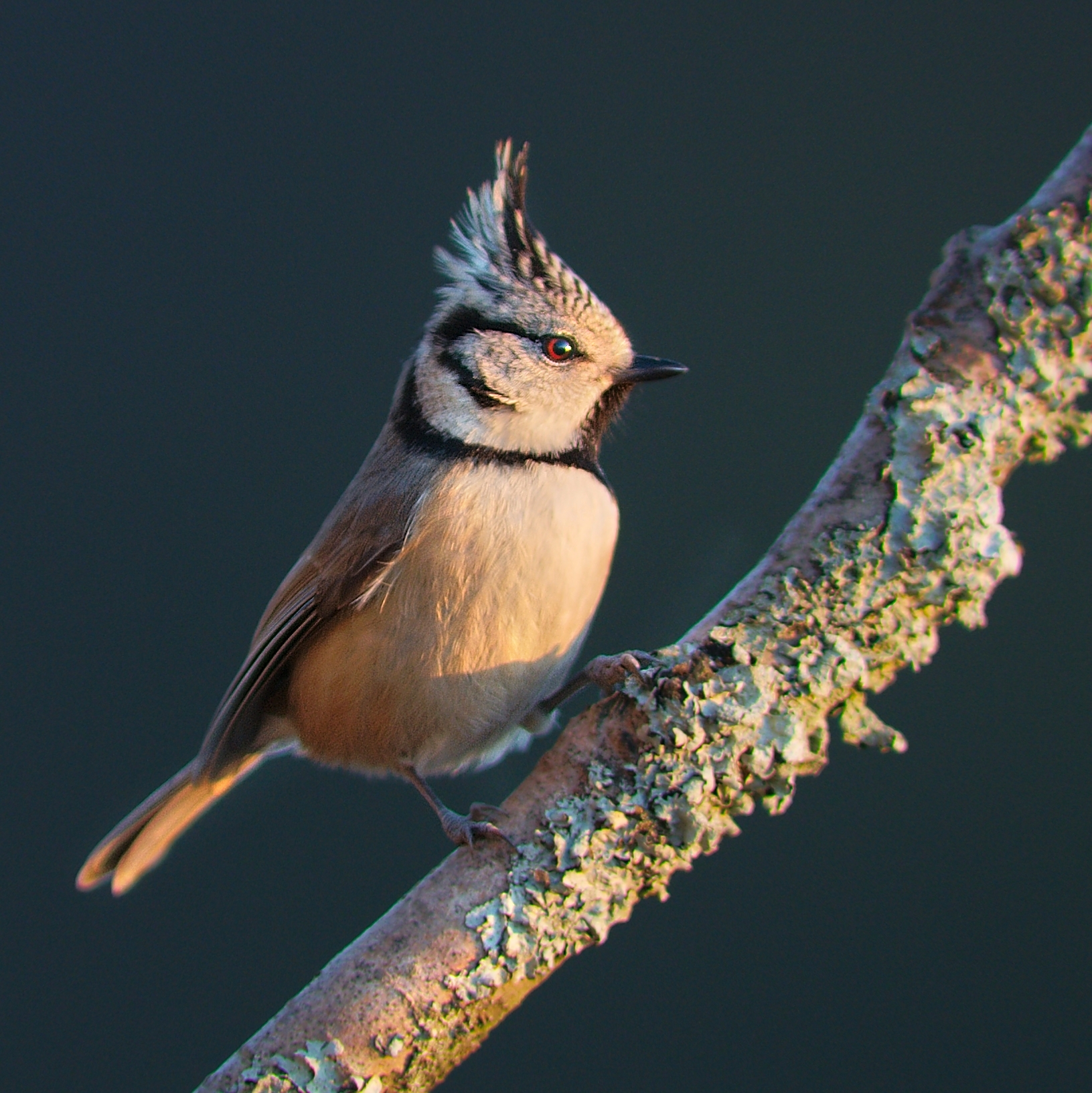
Sýkora parukářka
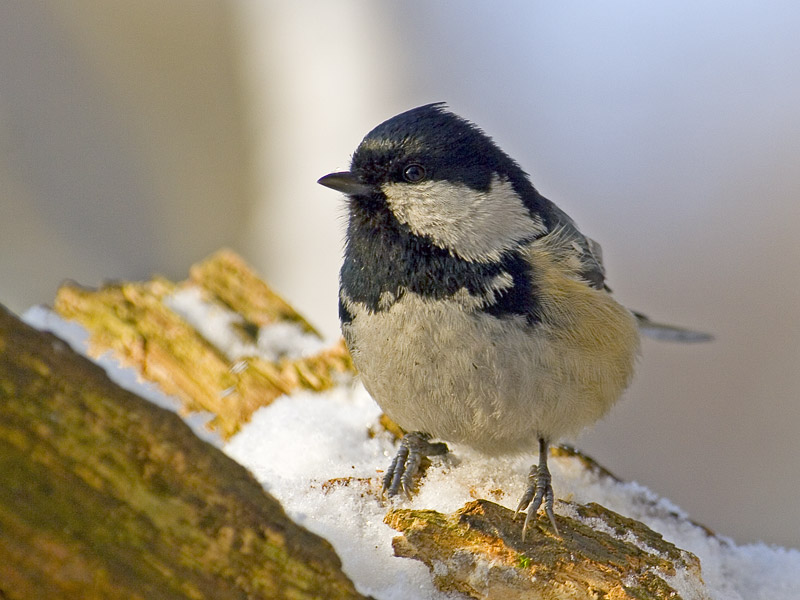
Sýkora uhelníček
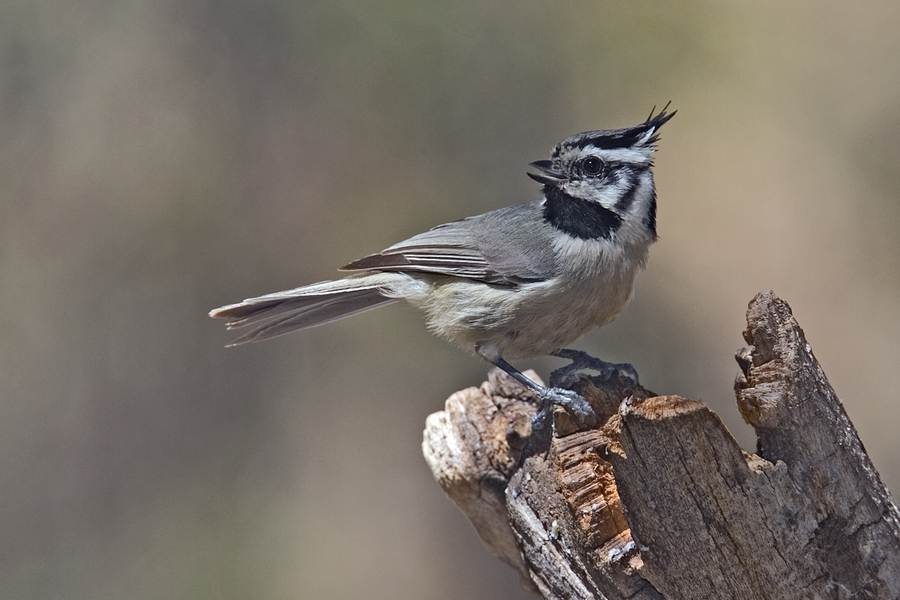
Sýkora uzdičková